# فكرت يلماز
فكرت يلماز (بالتركية: Fikret Yılmaz)‏ (1 أغسطس 1957 بأضنة في تركيا - ) هو مدرب كرة قدم ولاعب كرة قدم تركي في مركز حراسة المرمى. لعب مع أضنة سبور.

## وصلات خارجية
- فكرت يلماز على موقع اتحاد تركيا (لاعب) (الإنجليزية)
- فكرت يلماز على موقع اتحاد تركيا (مدرب) (الإنجليزية)
- فكرت يلماز على موقع قاعدة بيانات كرة القدم.إي يو (الإنجليزية)
- فكرت يلماز على موقع عالم كرة القدم.نت (الإنجليزية)